# Maurice White
Maurice White (Memphis, 19 de dezembro de 1941 — Los Angeles, 3 de fevereiro de 2016) foi um músico, produtor musical, compositor e arranjador norte-americano. Conhecido como líder da banda de R&B Earth, Wind & Fire, da qual foi um dos fundadores.

## Carreira
Maurice White começou sua carreira musical em torno de 1966 como baterista para o Trio de Ramsey Lewis, antes de partir em 1970 para Chicago onde, com seu irmão Verdine White, fundou o Earth, Wind & Fire.
White é também responsável por incorporar o som da kalimba (um piano do polegar da origem africana) e dos "Phoenix horns" (naipe de sopros composto por: Louis Satterfield, Rahmlee Michael Davis, Michael Harris e o posteriormente Don Myrick) na música de EWF.
White produziu muitos artistas famosos, inclusive Barbra Streisand, The Emotions, Ramsey Lewis, Jennifer Holliday, Deniece Williams, e Neil Diamond.[carece de fontes?]

### Década de 1990 em diante
Em 1990 Maurice foi diagnosticado com mal de Parkinson. Em 1996 Maurice decidiu aposentar-se dos palcos, no entanto continuou trabalhando como produtor, produzindo músicas para o Earth, Wind & Fire e outros artistas. Maurice é escolhido para liberar suas interpretações seguintes do projeto do álbum Celebrating the Music of Earth, Wind & Fire em março 2007, caracterizando artistas renomados como MeShell Ndegeocello, de Chaka Khan, Kirk Franklin entre outros.[carece de fontes?]

### Morte
Maurice morreu em sua casa, na cidade de Los Angeles no dia 3 de fevereiro de 2016, devido a complicações causadas pelo Mal de Parkinson.